# Barou-en-Auge
Barou-en-Auge (baʁu ɑ̃.n‿oʒⓘ) – miejscowość i gmina we Francji, w regionie Normandia, w departamencie Calvados.
Według danych na rok 1990 gminę zamieszkiwały 72 osoby, a gęstość zaludnienia wynosiła 9 osób/km² (wśród 1815 gmin Dolnej Normandii Barou-en-Auge plasuje się na 814. miejscu pod względem liczby ludności, natomiast pod względem powierzchni na miejscu 648.).